# Борго-Сан-Джакомо
Борго-Сан-Джакомо (итал. Borgo San Giacomo, ломб. Bórc San Giàcom) — коммуна в Италии, в провинции Брешиа области Ломбардия.
Население составляет 4606 человек, плотность населения составляет 159 чел./км². Занимает площадь 29 км². Почтовый индекс — 25022. Телефонный код — 030.
Покровителем коммуны почитается святой апостол Иаков Старший, празднование 25 июля.